# Мін Бьон Де
У цьому корейському імені прізвище (Мін) стоїть перед особовим ім'ям.
Мін Бьон Де (кор. 민병대, 20 лютого 1918 — 4 січня 1980, Сеул) — південнокорейський футболіст, що грав на позиції захисника, зокрема, за клуб «Клуб Армії Сеула», а також національну збірну Південної Кореї. По завершенні ігрової кар'єри — тренер.

## Клубна кар'єра
У футболі відомий виступами за команду «Клуб Армії Сеула», кольори якої і захищав протягом усієї своєї кар'єри гравця. 
| Дата      | Місто    | Господарі      | Результат | Гості          | Турнір             | Голи | Примітки |
| --------- | -------- | -------------- | --------- | -------------- | ------------------ | ---- | -------- |
| 2-8-1948  | Лондон   | Південна Корея | 5 – 3     | Мексика        | ОІ 1948            | -    |          |
| 6-8-1948  | Лондон   | Швеція         | 12 – 0    | Південна Корея | ОІ 1948            | -    |          |
| 11-4-1953 | Гонконг  | Південна Корея | 3 – 2     | Сінгапур       | товариський матч   | -    |          |
| 19-4-1953 | Сінгапур | Сінгапур       | 1 – 3     | Південна Корея | товариський матч   | -    |          |
| 24-4-1953 | Сінгапур | Сінгапур       | 0 – 0     | Південна Корея | товариський матч   | -    |          |
| 7-3-1954  | Токіо    | Японія         | 1 – 5     | Південна Корея | Відбір до ЧС 1954  | -    |          |
| 14-3-1954 | Токіо    | Південна Корея | 2 – 2     | Японія         | Відбір до ЧС 1954  | -    |          |
| 2-5-1954  | Маніла   | Гонконг        | 3 – 3     | Південна Корея | Азійські ігри 1954 | -    |          |
| 4-5-1954  | Маніла   | Південна Корея | 8 – 2     | Афганістан     | Азійські ігри 1954 | -    |          |
| 7-5-1954  | Маніла   | Бірма          | 2 – 2     | Південна Корея | Азійські ігри 1954 | -    |          |
| 8-5-1954  | Маніла   | Тайвань        | 5 – 2     | Південна Корея | Азійські ігри 1954 | -    |          |
| 17-6-1954 | Цюрих    | Угорщина       | 9 – 0     | Південна Корея | ЧС 1954 - 1-й етап | -    |          |
| Усього    |          | Матчів         | 12        |                | Голів              | 0    |          |

## Кар'єра тренера
Наразі, єдиним відомим, на даний момент, місцем тренерської роботи була національна збірна Південної Кореї, головним тренером якої Мін Бьон Де був з 1972 по 1973 роки.
Помер 4 січня 1980 року на 62-му році життя.

## Титули і досягнення
- Срібний призер Азійських ігор: 1954, 1962